# Fulpmes
Fulpmes è un comune austriaco di 4 281 abitanti nel distretto di Innsbruck-Land, in Tirolo. Stazione sciistica, ha ospitato una gara di Coppa del Mondo di sci alpino 1975; è il capolinea della ferrovia della Stubaital, che la collega a Innsbruck. Nel comune è inoltre presente una scuola condivisa da più comuni della Stubaital, la NMS Vorderes Stubai. Nel comune sono presenti diversi supermercati come MPREIS, BIPA, SPAR e ristoranti di diverse culture.